# Eliminatoria al Campeonato Juvenil de la AFC 1982
La Eliminatoria al Campeonato Juvenil de la AFC 1982 fue la fase previa que disputaron 24 selecciones juveniles de Asia para clasificar a la fase final a jugarse en Bangkok, Tailandia en diciembre.
La eliminatoria se dividió en dos zonas (oriental y occidental) para definir a los 4 clasificados.

## Asia Occidental
Los partidos se jugaron en Katmandú, Nepal.

### Primera ronda

#### Grupo A
| País           | J | G | E | P | GF | GC | Pts |
| -------------- | - | - | - | - | -- | -- | --- |
| Arabia Saudita | 4 | 3 | 1 | 0 | 8  | 1  | 7   |
| Irán           | 3 | 2 | 1 | 0 | 6  | 3  | 5   |
| Omán           | 3 | 2 | 0 | 1 | 4  | 4  | 4   |
| Nepal          | 4 | 1 | 0 | 3 | 3  | 5  | 2   |
| India          | 4 | 0 | 0 | 4 | 2  | 10 | 0   |

| 6-10  | Arabia Saudita | 3-0 | Omán           |
| 7-10  | Irán           | 2-1 | India          |
| 9-10  | Nepal          | 2-0 | India          |
| 9-10  | Irán           | -   | Oman           |
| 11-10 | Irán           | 1-1 | Arabia Saudita |
| 11-10 | Nepal          | 0-1 | Omán           |
| 13-10 | Nepal          | 0-1 | Arabia Saudita |
| 13-10 | Oman           | 3-1 | India          |
| 16-10 | Arabia Saudita | 3-0 | India          |
| 16-10 | Nepal          | 1-3 | Irán           |

Irán se rehusó a enfrentar a Irak en la segunda ronda, algo que los organizadores del torneo entendieron como si Irán abandonara el torneo, el equipo de Omán retornó a su país, por lo que Nepal clasificó a la siguiente ronda.

#### Grupo B
| País            | J                  | G                  | E                  | P                  | GF                 | GC                 | Pts                |                    |
| --------------- | ------------------ | ------------------ | ------------------ | ------------------ | ------------------ | ------------------ | ------------------ | ------------------ |
| Irak            | 3                  | 3                  | 0                  | 0                  | 11                 | 0                  | 6                  |                    |
| Baréin          | 3                  | 2                  | 0                  | 1                  | 6                  | 3                  | 4                  |                    |
| Yemen del Norte | 3                  | 1                  | 0                  | 2                  | 4                  | 10                 | 2                  |                    |
| Pakistán        | 3                  | 0                  | 0                  | 3                  | 1                  | 9                  | 0                  |                    |
| Catar           | Abandonó el Torneo | Abandonó el Torneo | Abandonó el Torneo | Abandonó el Torneo | Abandonó el Torneo | Abandonó el Torneo | Abandonó el Torneo | Abandonó el Torneo |

| 7-10  | Irak            | 6-0 | Yemen del Norte |
| 8-10  | Baréin          | 3-0 | Pakistán        |
| 10-10 | Baréin          | 3-0 | Yemen del Norte |
| 11-10 | Irak            | 2-0 | Pakistán        |
| 13-10 | Yemen del Norte | 4-1 | Pakistán        |
| 14-10 | Irak            | 3-0 | Baréin          |

#### Grupo C
| País          | J | G | E | P | GF | GC | Pts |
| ------------- | - | - | - | - | -- | -- | --- |
| UAE           | 3 | 2 | 0 | 1 | 4  | 3  | 4   |
| Kuwait        | 3 | 1 | 2 | 0 | 2  | 1  | 4   |
| Siria         | 3 | 1 | 1 | 1 | 4  | 3  | 3   |
| Yemen del Sur | 3 | 0 | 1 | 2 | 1  | 4  | 1   |

| 7-10  | UAE           | 1-0 | Yemen del Sur |
| 8-10  | Kuwait        | 0-0 | Siria         |
| 10-10 | Siria         | 2-0 | Yemen del Sur |
| 12-10 | UAE           | 3-2 | Siria         |
| 12-10 | Yemen del Sur | 1-1 | Kuwait        |
| 14-10 | Kuwait        | 1-0 | UAE           |

### Segunda ronda

#### Grupo A
| País   | J | G | E | P | GF | GC | Pts |
| ------ | - | - | - | - | -- | -- | --- |
| Irak   | 2 | 1 | 1 | 0 | 9  | 2  | 3   |
| Kuwait | 2 | 1 | 1 | 0 | 6  | 2  | 3   |
| Nepal  | 2 | 0 | 0 | 2 | 0  | 11 | 0   |

| 17-10 | Irak   | 2-2  | Kuwait |
| 19-10 | Nepal  | 0-7  | Irak   |
| 21-10 | Kuwait | 4-01 | Nepal  |

1- El partido fue abandonado al minuto 76 luego de una pelea, pero el resultado se mantuvo igual.

#### Grupo B
| País           | J | G | E | P | GF | GC | Pts |
| -------------- | - | - | - | - | -- | -- | --- |
| UAE            | 2 | 1 | 1 | 0 | 2  | 1  | 3   |
| Arabia Saudita | 2 | 1 | 0 | 1 | 2  | 2  | 2   |
| Baréin         | 2 | 0 | 1 | 1 | 2  | 3  | 1   |

| 16-10 | Baréin         | 1-1 | UAE            |
| 18-10 | Arabia Saudita | 2-1 | Baréin         |
| 20-10 | UAE            | 1-0 | Arabia Saudita |

### Fase final

#### Tercer lugar
| Equipo 1       | Resultado | Equipo 2 |
| -------------- | --------- | -------- |
| Arabia Saudita | 3-0       | Kuwait   |

#### Final
| Equipo 1 | Resultado | Equipo 2 |
| -------- | --------- | -------- |
| Irak     | 1-1       | UAE      |

## Asia Oriental
Los partidos se jugaron en Singapur.

### Fase de grupos

#### Grupo A
| País            | J | G | E | P | GF | GC | Pts |
| --------------- | - | - | - | - | -- | -- | --- |
| Corea del Norte | 4 | 4 | 0 | 0 | 14 | 1  | 8   |
| Tailandia       | 4 | 3 | 0 | 1 | 20 | 5  | 6   |
| Japón           | 4 | 2 | 0 | 2 | 11 | 10 | 4   |
| Indonesia       | 4 | 1 | 0 | 3 | 9  | 13 | 2   |
| Filipinas       | 4 | 0 | 0 | 4 | 2  | 27 | 0   |

| 1- 8  | Tailandia       | 7-0 | Indonesia       |
| 1- 8  | Corea del Norte | 5-0 | Japón           |
| 3- 8  | Japón           | 6-1 | Filipinas       |
| 3- 8  | Tailandia       | 1-4 | Corea del Norte |
| 5- 8  | Corea del Norte | 1-0 | Indonesia       |
| 5- 8  | Tailandia       | 8-0 | Filipinas       |
| 7- 8  | Filipinas       | 1-9 | Indonesia       |
| 7- 8  | Japón           | 1-4 | Tailandia       |
| 10- 8 | Corea del Norte | 4-0 | Filipinas       |
| 10- 8 | Japón           | 4-0 | Indonesia       |

#### Grupo B
| País          | J | G | E | P | GF | GC | Pts |
| ------------- | - | - | - | - | -- | -- | --- |
| China         | 4 | 4 | 0 | 0 | 17 | 1  | 8   |
| Corea del Sur | 4 | 3 | 0 | 1 | 18 | 3  | 6   |
| Singapur      | 4 | 2 | 0 | 2 | 4  | 9  | 4   |
| Malasia       | 4 | 1 | 0 | 3 | 7  | 19 | 2   |
| Hong Kong     | 4 | 0 | 0 | 4 | 2  | 16 | 0   |

| 31- 7 | China         | 4-0 ç | Hong Kong     |
| 31- 7 | Singapur      | 3-1   | Malasia       |
| 2- 8  | Hong Kong     | 0-1   | Singapur      |
| 2- 8  | China         | 2-0   | Corea del Sur |
| 4- 8  | Singapur      | 0-2   | China         |
| 4- 8  | Corea del Sur | 6-0   | Malasia       |
| 6- 8  | China         | 9-1   | Malaysia      |
| 6- 8  | Corea del Sur | 6-1   | Hong Kong     |
| 8- 8  | Singapur      | 0-6   | Corea del Sur |
| 8- 8  | Malasia       | 5-1   | Hong Kong     |

#### Semifinales
| Equipo 1        | Resultado | Equipo 2      |
| --------------- | --------- | ------------- |
| China           | 1-0       | Tailandia     |
| Corea del Norte | 5-3       | Corea del Sur |

#### Tercer lugar
| Equipo 1      | Resultado | Equipo 2  |
| ------------- | --------- | --------- |
| Corea del Sur | 4-1       | Tailandia |

#### Final
| Equipo 1        | Resultado | Equipo 2 |
| --------------- | --------- | -------- |
| Corea del Norte | 0-1       | China    |

## Clasificados a la Fase Final
| - Emiratos Árabes Unidos - Corea del Norte | - Irak - China |